# Serob Grigoryan
Serob Davit'i Grigoryan (in armeno Սերոբ Դավիթի Գրիգորյան?; in russo Сероб Давидович Григорян?, Serob Davidovič Grigorjan; Vladikavkaz, 4 febbraio 1995) è un calciatore russo naturalizzato armeno, difensore dell'Alaškert.

## Carriera

### Club
Ha giocato nella prima divisione armena.

### Nazionale
Ha giocato nelle nazionali giovanili armene Under-17, Under-19 ed Under-21.
Nel 2020 ha esordito in nazionale maggiore.

## Statistiche

### Cronologia presenze e reti in nazionale
| Cronologia completa delle presenze e delle reti in nazionale ― Armenia | Cronologia completa delle presenze e delle reti in nazionale ― Armenia | Cronologia completa delle presenze e delle reti in nazionale ― Armenia | Cronologia completa delle presenze e delle reti in nazionale ― Armenia | Cronologia completa delle presenze e delle reti in nazionale ― Armenia | Cronologia completa delle presenze e delle reti in nazionale ― Armenia | Cronologia completa delle presenze e delle reti in nazionale ― Armenia | Cronologia completa delle presenze e delle reti in nazionale ― Armenia |
| Data                                                                   | Città                                                                  | In casa                                                                | Risultato                                                              | Ospiti                                                                 | Competizione                                                           | Reti                                                                   | Note                                                                   |
| ---------------------------------------------------------------------- | ---------------------------------------------------------------------- | ---------------------------------------------------------------------- | ---------------------------------------------------------------------- | ---------------------------------------------------------------------- | ---------------------------------------------------------------------- | ---------------------------------------------------------------------- | ---------------------------------------------------------------------- |
| 5-9-2020                                                               | Skopje                                                                 | Macedonia del Nord                                                     | 2 – 1                                                                  | Armenia                                                                | UEFA Nations League 2020-2021 - 1º turno                               | -                                                                      | 46’                                                                    |
| 14-10-2020                                                             | Tallinn                                                                | Estonia                                                                | 1 – 1                                                                  | Armenia                                                                | UEFA Nations League 2020-2021 - 1º turno                               | -                                                                      | 46’                                                                    |
| 15-11-2020                                                             | Tbilisi                                                                | Georgia                                                                | 1 – 2                                                                  | Armenia                                                                | UEFA Nations League 2020-2021 - 1º turno                               | -                                                                      | 69’                                                                    |
| 18-11-2020                                                             | Erevan                                                                 | Armenia                                                                | 1 – 0                                                                  | Macedonia del Nord                                                     | UEFA Nations League 2020-2021 - 1º turno                               | -                                                                      | 65’                                                                    |
| Totale                                                                 |                                                                        | Presenze                                                               | 4                                                                      |                                                                        | Reti                                                                   | 0                                                                      |                                                                        |

## Palmarès

### Club

#### Competizioni nazionali
- Campionato armeno: 1

P'yownik: 2021-2022